# قنجر أرجنتيني
قنجر أرجنتيني (الاسم العلمي: Conger orbignianus) (بالإنجليزية: Argentine conger)‏ هو نوع من الأسماك يتبع جنس القنجر من الفصيلة القنجرية.